# Santo Antônio da Alegria
Santo Antônio da Alegria est une municipalité brésilienne de l'État de São Paulo et la Microrégion de Bananal.